# Giovanni Dattari
Giovanni Dattari (* 19. April 1853 in Livorno; † 18. Februar 1923 in Kairo) war ein in Kairo tätiger italienischer Münz- und Antikenhändler und Numismatiker.

## Leben und Werk
Nach dem Tod seines Vaters zog Dattari’s Familie 1875 nach Ägypten, wo er in Kairo als Antiken- und Münzhändler erfolgreich war.
Zwischen 1891 und 1903 trug Dattari eine Münzsammlung von über 25.000 antiken Münzen zusammen. Bedeutsam war vor allem seine Sammlung von 6411 Münzen der Münzstätte Alexandria, die Dattari 1901 in seinem Werk Numi Augg. Alexandrini. dokumentierte. 1920 stiftete Dattari große Teile seiner Sammlung dem Museo Nazionale Romano. Nach seinem Tode gelangte die restliche Sammlung in den Handel. Dattari war verheiratet und hatte zwei Kinder.
Als 1902 die Abukir-Medaillons gefunden und fünf davon vom Berliner Münzkabinett erworben wurden, zweifelte Dattari die Echtheit der Medaillons an, was Heinrich Dressel, Direktor des Münzkabinetts, aber zurückwies. Die Echtheit ist heute unbestritten.
Dattari fertigte von all seinen alexandrinischen Münzen Bleistift-Abpausungen an, die bis heute erhalten sind und 2007 in einer Ergänzung seines Kataloges veröffentlicht wurden.
Auch trug er eine Sammlung antiken Glases zusammen, die er 1909 an Charles Lang Freer verkaufte, seine restliche Antikensammlung wurde 1912 in Paris versteigert.

## Veröffentlichungen
- Monete imperiali greche. Numi Augg. Alexandrini. Catalogo della Collezione G. Dattari. 2 Bände, Kairo 1901 (Digitalisat Band 1; Band 2).